# Campionato francese di rugby a 15 1905-1906
Il Campionato Francese di rugby a 15 di prima divisione 1905-1906 fu vinto dallo Stade bordelais UC che sconfisse lo Stade français in finale.
Per la terza volta consecutiva le due squadre si trovarono in finale e per la terza volta fu la squadra di Bordeaux a conquistare il titolo

## Semifinali
- Stade Français batte FC Lyon 9-0 (a Lione)
- Stade Bordelais UC batte Véto-Sports Toulousain 11-3 (a Tolosa)

## Finale
| Arbitro: | Allan Henry Muhr |

| |            | |
| mete: Mazières Laffitte, Lacassagne | Marcatori  | |
| Léon Lannes Carlos Deltour Louis Soulé Alphonse Massé Jacques Dufourcq Robert Blanchard Marcel Laffitte Louis Mulot André Lacassagne Mazières Maurice Leuvielle Maurice Bruneau Pascal Laporte Hélier Thil Henri Martin | Formazioni | Georges Jérôme Marcel Communeau Edouard Miranowicz André Vergès Albert Cuillé Charles Beaurin Pierre Rousseau G.Poirier Guy de Talancé Henri Amand Charles Vareilles Paul Maclos Emile Lesieur Augustin Pujol Julien Combe |